# 南阿古多斯
南阿古多斯是巴西巴拉那州的一个市镇。总面积192.228平方公里，总人口8601人，人口密度44.7人/平方公里。